# Slovenia International 2014
Die Slovenia International 2014 im Badminton fanden vom 9. bis zum 12. Mai 2014 in Medvode in der Sport Hall Medvode in der Ostrovrharjeva 4 statt.

## Sieger und Platzierte
| Disziplin    | Gold                                 | Silber                           | Bronze                              |
| ------------ | ------------------------------------ | -------------------------------- | ----------------------------------- |
| Herreneinzel | Flemming Quach                       | Christian Lind Thomsen           | Andrew Smith                        |
| Herreneinzel | Flemming Quach                       | Christian Lind Thomsen           | David Obernosterer                  |
| Dameneinzel  | Stefani Stoeva                       | Soraya de Visch Eijbergen        | Victoria Slobodjanuk                |
| Dameneinzel  | Stefani Stoeva                       | Soraya de Visch Eijbergen        | Lucie Černá                         |
| Herrendoppel | Zvonimir Đurkinjak Zvonimir Hölbling | Nikita Khakimov Vasily Kuznetsov | Jürgen Koch Christian Lind Thomsen  |
| Herrendoppel | Zvonimir Đurkinjak Zvonimir Hölbling | Nikita Khakimov Vasily Kuznetsov | Denis Grachev Sergey Sirant         |
| Damendoppel  | Gabriela Stoeva Stefani Stoeva       | Victoria Dergunova Olga Morozova | Stacey Guérin Delphine Lansac       |
| Damendoppel  | Gabriela Stoeva Stefani Stoeva       | Victoria Dergunova Olga Morozova | Darya Samarchants Yelyzaveta Zharka |
| Mixed        | Jeppe Ludvigsen Mai Surrow           | Alexandr Zinchenko Olga Morozova | Gregory Mairs Jenny Moore           |
| Mixed        | Jeppe Ludvigsen Mai Surrow           | Alexandr Zinchenko Olga Morozova | Oliver Baczala Victoria Williams    |